# ‘Ayn Tabaghbugh
‘Ayn Tabaghbugh är en källa i Egypten.   Den ligger i guvernementet Mersa Matruh, i den nordvästra delen av landet, 500 km väster om huvudstaden Kairo.
Terrängen runt ‘Ayn Tabaghbugh är platt.  Trakten runt ‘Ayn Tabaghbugh är nära nog obefolkad, med mindre än två invånare per kvadratkilometer. Det finns inga samhällen i närheten. Trakten runt ‘Ayn Tabaghbugh är ofruktbar med lite eller ingen växtlighet.